# Túnez otomano
El Túnez otomano, también conocido como Regencia de Túnez, se refiere a la presencia otomana en Ifriquía desde los siglos XVI al XIX, cuando Túnez se integró oficialmente en el Imperio otomano como el Eyalato de Túnez. La presencia otomana en el Magreb comenzó con la toma de Argel en 1516 por el corsario y beylerbey turco otomano Aruj (Oruç Reis), y finalmente se expandió por toda la región excepto Marruecos. La primera conquista otomana de Túnez se produjo en 1534 bajo el mando de Jeireddín Barbarroja, el hermano menor de Aruj, que fue el Kapudan Pasha de la flota otomana durante el reinado de Solimán el Magnífico. Sin embargo, no fue hasta la reconquista final otomana de Túnez a España en 1574 que los turcos adquirieron permanentemente los antiguos territorios del Túnez hafsida, reteniéndolos hasta la ocupación francesa de Túnez en 1881.
Túnez estuvo inicialmente bajo el dominio otomano desde Argel, pero la Sublime Puerta pronto nombró directamente a un bajá (gobernador) apoyado por fuerzas jenízaras. Sin embargo, Túnez rápidamente obtuvo autonomía y funcionó como una provincia autónoma bajo el bey local, también conocido como el Beylicato de Túnez. Si bien Argel ocasionalmente cuestionó esta autonomía, Túnez mantuvo exitosamente su estatus. A lo largo de este período, los consejos de gobierno de Túnez estuvieron compuestos principalmente por élites extranjeras, que dirigían los asuntos estatales principalmente en idioma turco otomano.
Los piratas berberiscos atacaban los barcos europeos, principalmente procedentes de Argel, Túnez y Trípoli. Sin embargo, después de un período prolongado de incursiones decrecientes, el creciente poder de los estados europeos finalmente puso fin a la práctica mediante las guerras berberiscas. Durante el dominio del Imperio otomano, Túnez experimentó una contracción territorial, perdiendo territorio hacia el oeste (Constantina) y el este (Trípoli). En el siglo XIX, los gobernantes tunecinos tomaron nota de las reformas políticas y sociales en curso en la capital otomana. Inspirado por estas reformas y el modelo turco, el Bey de Túnez se embarcó en reformas institucionales y económicas modernizadoras. Sin embargo, la creciente deuda internacional de Túnez proporcionó una razón o pretexto para que las fuerzas francesas establecieran un protectorado en 1881.
Un legado de siglos de dominio turco es la existencia de una población de origen turco. Históricamente, los descendientes masculinos eran conocidos como Kouloughlis.

## Historia

### Rivalidades mediterráneas
A partir del siglo XIV la dinastía hafsí de Túnez comenzó a declinar poco a poco y después de la batalla de Kairuán en 1348 perdieron el control de sus territorios a favor de los meriníes de Abu Inan Faris, mientras que Ifriqiya, golpeada directamente por la peste de 1384, continuó sufriendo una desertificación demográfica que se había iniciado con las invasiones hilalianas.. Fue entonces cuando comenzaron a llegar los moros musulmanes y los judíos andalusíes, quienes huían de la pérdida del Reino de Granada en 1492 y ocasionaron problemas de asimilación.
A continuación, los soberanos españoles Fernando II de Aragón e Isabel I de Castilla decidieron proseguir la Reconquista hasta las costas magrebíes con el fin de proteger sus propias costas. En una década, tomaron las ciudades de Mazalquivir, Orán, Bugía, Trípoli y el islote situado frente a Argel. Para liberarse, las autoridades de la ciudad solicitaron la ayuda de dos corsarios famosos de origen griego: los hermanos Baba Aruj y Jeireddín Barbarroja. Ello se debió a que la piratería en el Mediterráneo era para entonces "una institución antigua y generalizada", según Fernand Braudel. Esta intervención fue un acontecimiento importante que dio inicio a un período de confrontación entre España y el Imperio otomano por el dominio de los territorios del Magreb, con excepción de Marruecos, y de la cuenca occidental del Mediterráneo.
Túnez ofrecía un entorno propicio y los hermanos Barbarroja lo ilustraron particularmente. En efecto, Aruj recibió del acosado soberano háfsida la autorización para utilizar el puerto de La Goleta y, luego, la isla de Yerba, como base. Rodeados de marinos turcos, como Turgut Reis, calabreses, sicilianos, corsos o daneses, se hicieron conocidos en Europa bajo el nombre de piratas berberiscos, jugando con los nombres "bárbaros" y "bereberes". Después de la muerte de Aruj, su hermano Jeireddín Barbarroja se convirtió en vasallo del sultán de Estambul. Nombrado gran almirante del Imperio otomano, se apoderó de Túnez en 1534, pero debió retirarse tras la toma de la ciudad por la armada española, compuesta por 400 barcos, que Carlos I de España envió en 1535. El sultán háfsida fue entonces restablecido en sus derechos bajo la protección de Carlos I y el país pasó a estar bajo tutela del Reino de España.
Durante este tiempo, el gobierno otomano se dotó de la flota que le hacía falta. En 1560, Turgut Reis llegó a Yerba y, en 1574, Túnez fue retomada por los otomanos que la convirtieron en una provincia de su imperio en 1575, aunque los gobernadores turcos se arraigaron en los puertos mientras los beduinos mantuvieron su propio gobierno. En 1581, Felipe II de España reconoció como posesión turca la regencia de Túnez, así como la de Argel, la Cirenaica y la Tripolitania, convirtiéndose para los cristianos en las "regencias berberiscas". Desde entonces, Inglaterra y Francia tomaron el relevo a España en el Mediterráneo occidental: la primera atacó las bases berberiscas en 1622, 1635 y 1672; la segunda lo hizo en 1661, 1665, 1682 y 1683.